# Bernard Thomas-Roudeix
Bernard Thomas-Roudeix est un peintre, sculpteur, céramiste, graveur, né à Paris le 14 septembre 1942. Dans sa jeunesse, il reste fasciné par les peintres de la Renaissance italienne et par les primitifs flamands. Au début des années 1970, il a la révélation des peintres du mouvement Cobra, des américains comme Gorky, de Kooning, Pollock et Rothko, des anglais comme Bacon et de l'Art Brut avec Dubuffet et Tapiès.

## Biographie

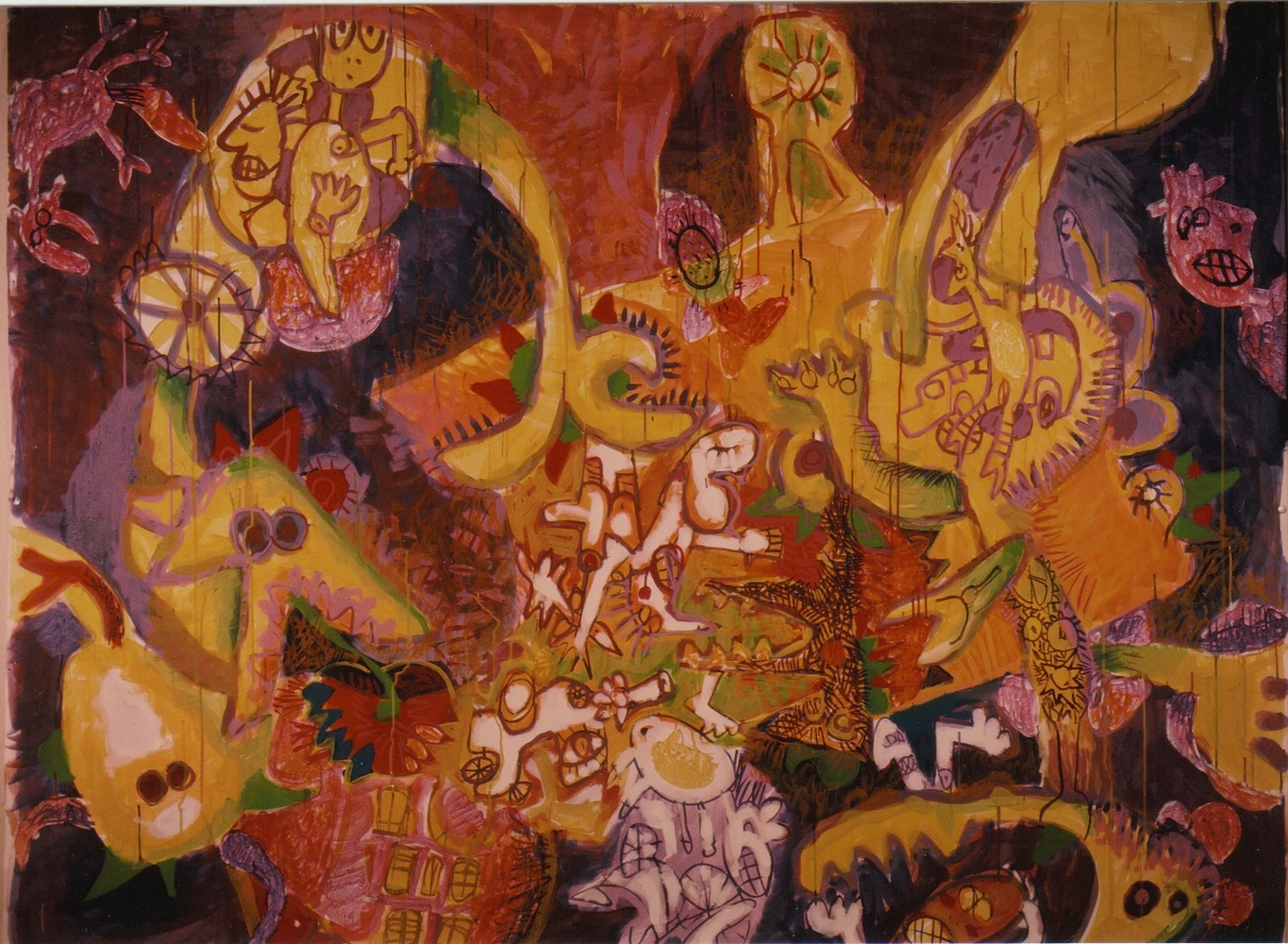
Acrylique "Tohu-Bohu" 1971

Bernard Thomas est né dans le quatorzième arrondissement de Paris, il est le fils aîné de Pierre Thomas, inspecteur des impôts et de Simone Roudeix, mère au foyer.
Rapidement la petite famille déménage pour un périple à travers la France pour finalement se fixer dans le département du Cantal, où il passe son enfance à Aurillac avec des séjours en Haute-Corrèze à Ussel, région natale de sa mère. C'est là, dix ans après lui, que naît son frère cadet, Christian, il deviendra réalisateur à la télévision.

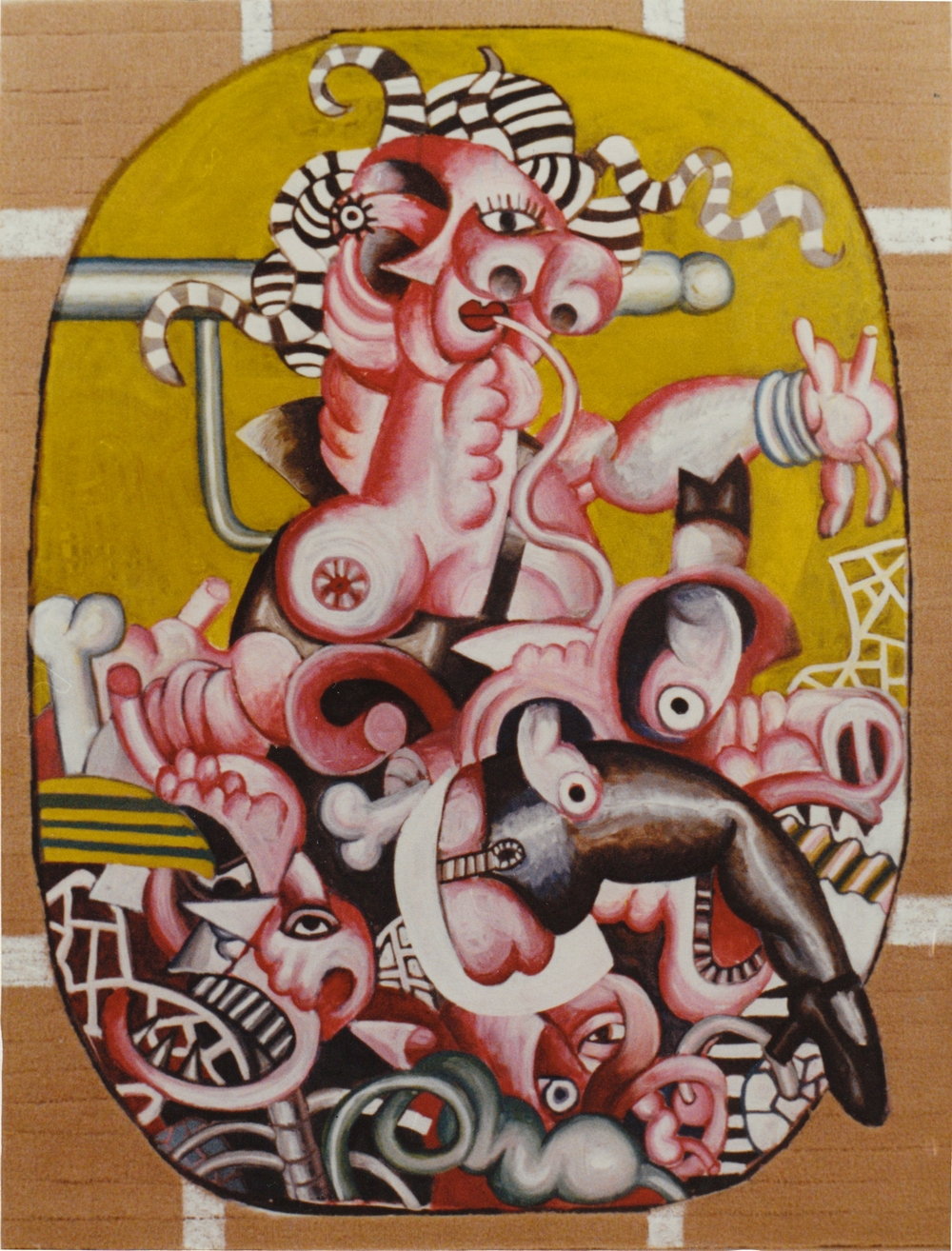
Huile "La belle charcutière" 1975

C'est avec les encouragements de son père, artiste peintre amateur, qu'il monte à Paris, en 1961, pour intégrer le lycée technique de Sèvres en se destinant au professorat.
En 1963, il entre à l'École nationale supérieure des beaux-arts de Paris. Après une parenthèse due à son service militaire, il intègre l'atelier de Gustave Singier. Il en sort en 1970 son diplôme en poche.
Puis il enchaine les "petits boulots alimentaires": restaurateur de tableaux et de peintures murales, dans une entreprise agréé par les Monuments historiques ; marionnettiste pour la télévision , etc.
Au début des années 1970, c'est la rupture, il effectue un virage complet dans sa vision sur l'art en découvrant sérieusement le mouvement Cobra, les peintres contemporains américains et anglais, l'Art Brut... Ces influences bouleversent son travail, son style évolue. Première exposition personnelle en 1967 à la cité universitaire de Paris. Première exposition en galerie en 1976 à la galerie Messine à Paris. Première exposition de groupe en 1979 aux salons de la jeune peinture, jeune expression au parc de Vincennes. Les expositions se suivent, tant en France qu'à l'étranger.
À partir de 1981, il commence à s'intéresser à la céramique comme "matière à sculpture", avec son propre univers, qu'il ne dissocie pas de sa peinture. De son imaginaire naissent des paysages et des personnages d'un expressionnisme  tourmenté, détourné, décalé, mais toujours avec humour, avec un choix de couleurs sobres, souvent pastels: le noir, le blanc, le gris, "son" rose, "son" bleu, etc. Il n'hésite pas à croquer le portrait de personnalités, d'amis ou d'inconnus sorties de son imagination tant en peinture qu'en sculpture, mais toujours avec son style "déjanté" avec parfois des jeux de mots pour titre. Il s'attaque aussi à des sculptures monumentales, en céramique émaillée, comme "Quelle destinée pour cet enfant fragile ?" (1.60 x 1.60 x 0.50). Le dessin et la gravure ont une place importante dans son œuvre, avec l'illustration de nombreux livres, revues et recueils de poésies.
Depuis 1995 il n'hésite pas à enseigner, surtout la céramique, en ouvrant son atelier à des élèves attentifs à son univers entre tragique et comédie pour développer leur imaginaire , mais toujours avec humour et le sourire aux lèvres...
Lors de son arrivée dans la capitale il réside d'abord en banlieue puis dans le quartier de la Goutte-d'Or dans le dix-huitième arrondissement, quartier qu'il n'a pas quitté et qu'il apprécie pour son ambiance haute en couleur.
Sources.

## Quelques expositions
(Pour d'autres expositions voir son site internet) 

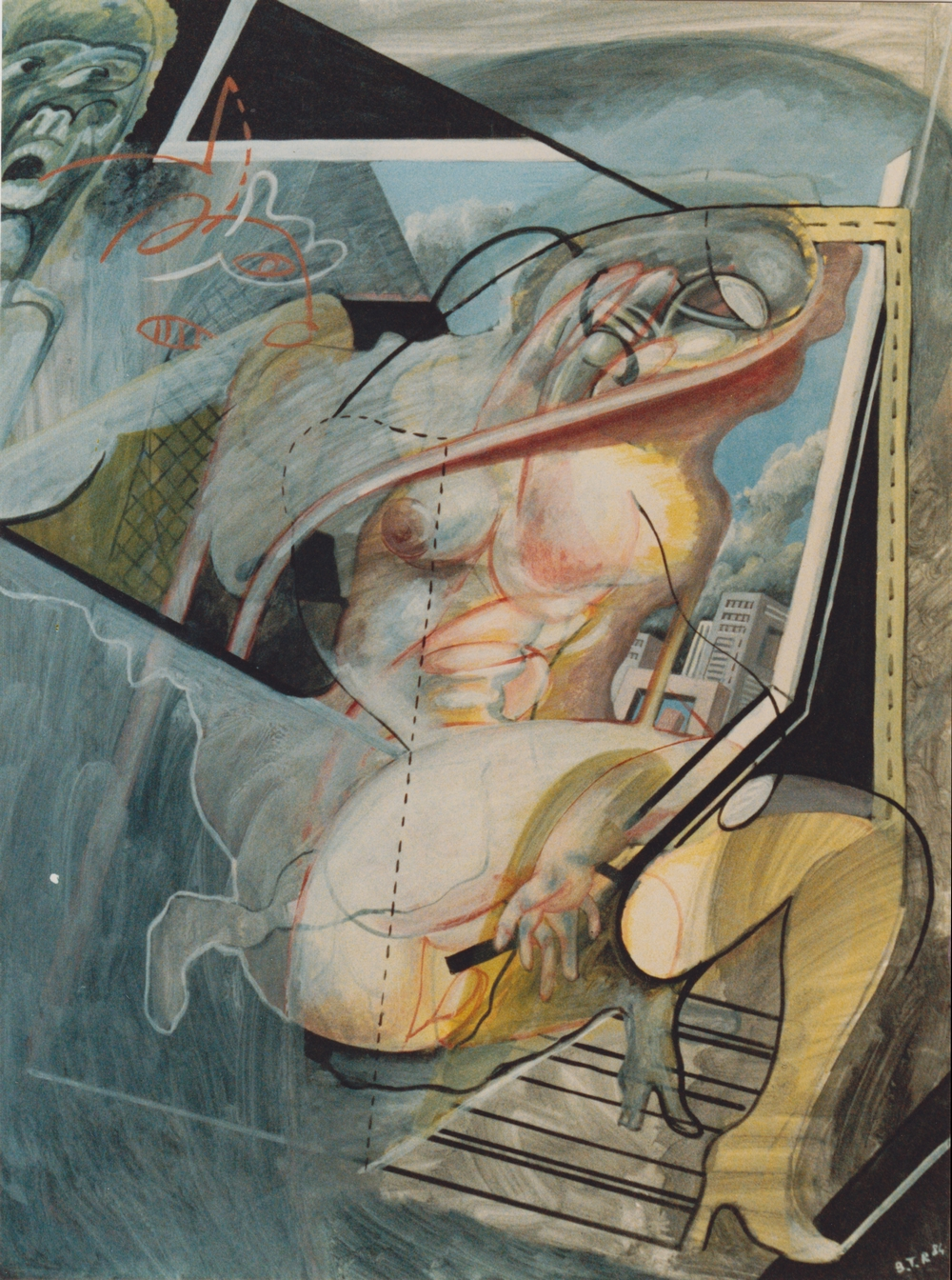
Acrylique "Lourd après-midi d'orage" 1984

### Individuelles
- 1976 - Galerie Messine à Paris (75008).
- 1988 - Galerie Le Minotaure Art Gallery à Ann Arbor (Michigan, États-Unis d'Amérique).
- 1992 - Galerie Espace Art et Patrimoine à Paris (75004).
- 2007 - Galerie Resto-Verso à Rodange (Luxembourg).
- 2011 - Galerie Espace Le Sel à Sèvres (92).
- 2015 - Galerie Art aujourd'hui, Bernard Thomas-Roudeix - Philippe Rillon[8].

### Collectives
- 1988 - The penson Gallery à New-York (États-Unis d'Amérique).
- 1991 - Astrea Book Gallery à Washington DC (États-Unis d'Amérique).
- 1996 - Salon Coups de cœur à l'Espace Cardin à Paris (75008).
- 1997 - Exposition Oh! la vache à la Halle Saint-Pierre à Paris (75018).
- 2013 - Galerie Art aujourd'hui à Paris (75009).

### Salons
Salon de mai, salon de la jeune peinture, Figuration critique, Comparaisons, salon 109, salon d'art plastique de Marne-la-Vallée (77), salon des amis des arts de Vanves (92), etc.

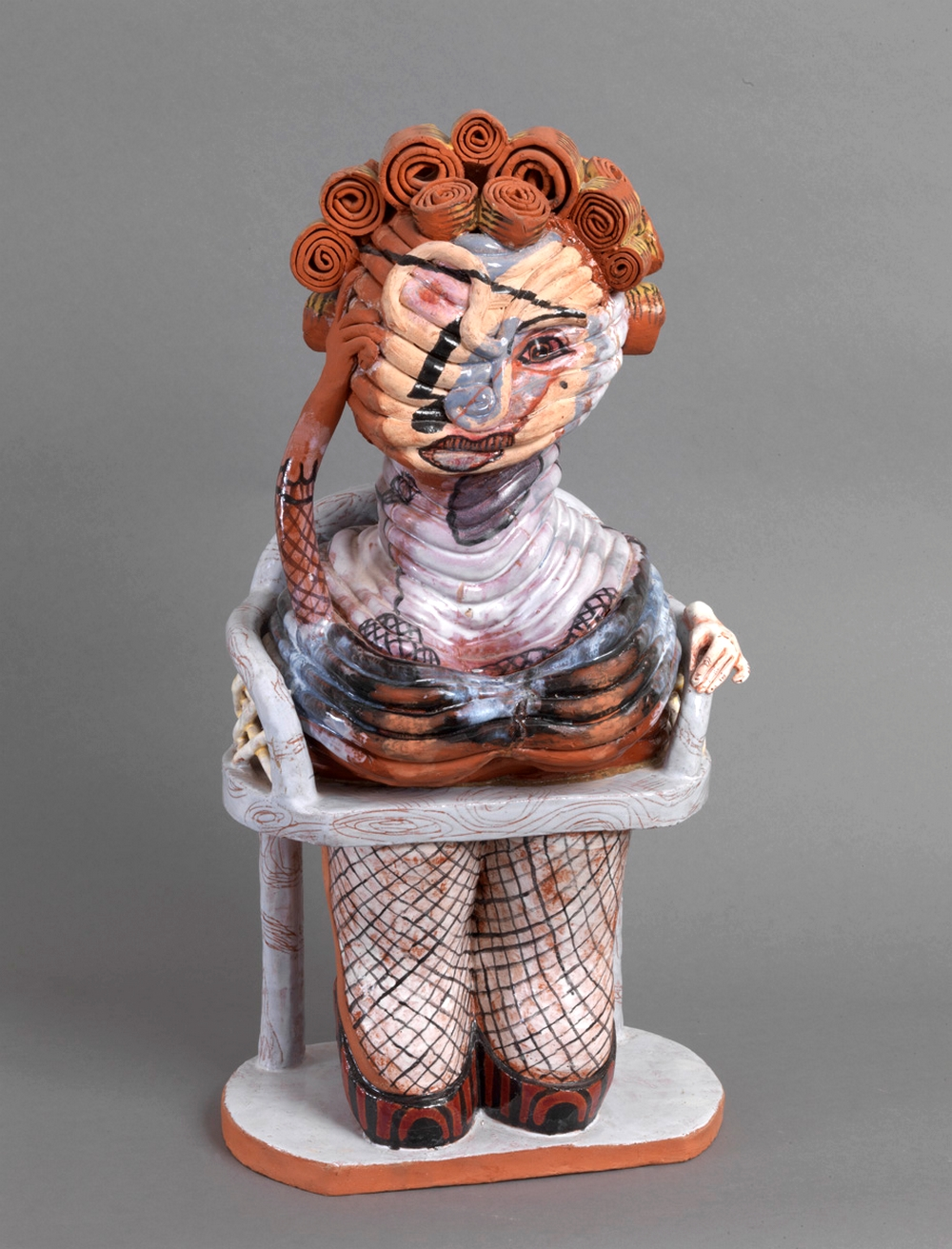
Faïence émaillée "La belle bouclée" 1991

### Collections privées
En France, Allemagne, États-Unis, Espagne, Italie, Belgique et Luxembourg.

### En permanence
Galerie Peinture Fraîche à Paris (75007), galerie Sirénades à Dinard (35), galerie Recto Verso au Luxembourg, galerie Art aujourd'hui à Paris (75009).

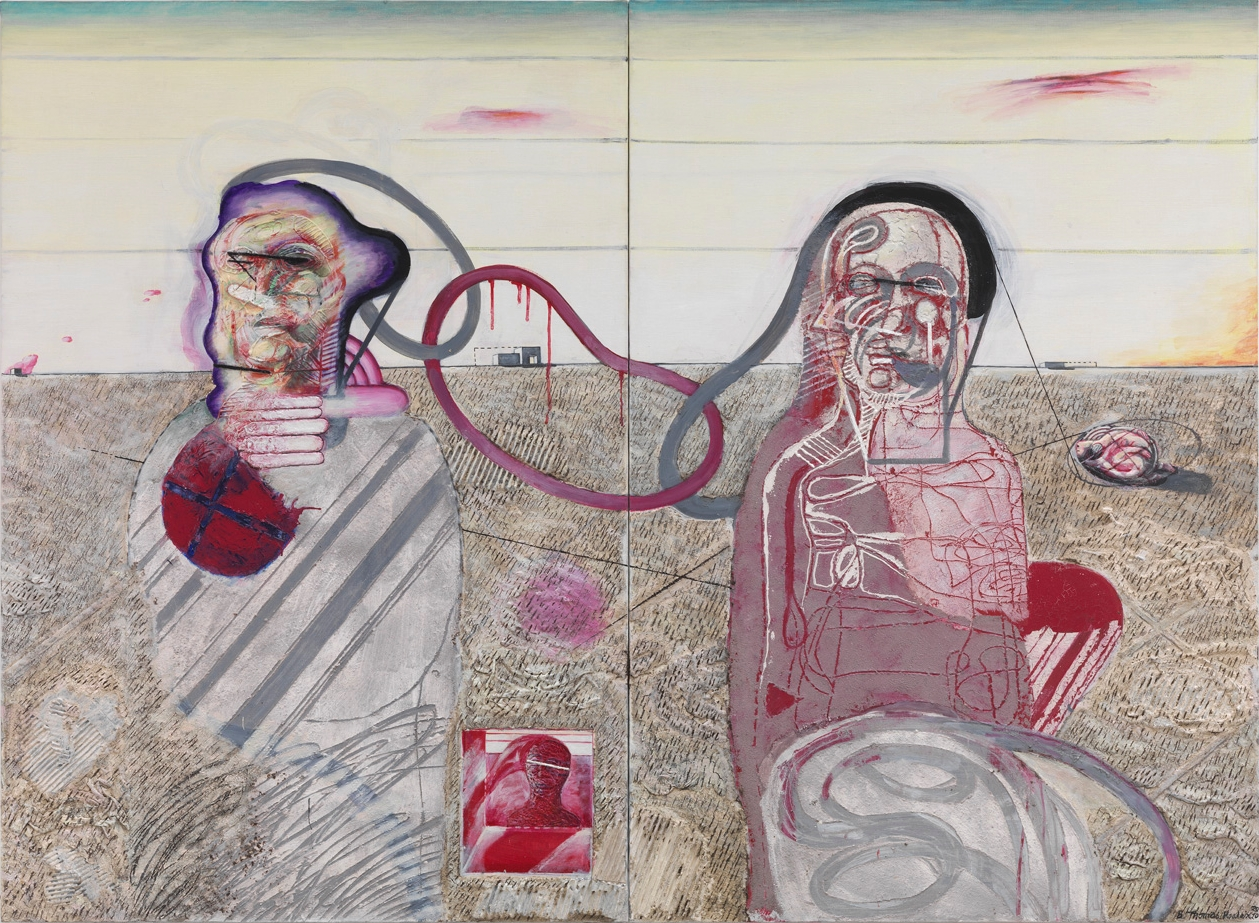
Technique mixte "Nous nous sommes tant aimé II" (diptyque) 2010

### Illustrations
- Bernard Thomas-Roudeix, Iniquement vôtre (poésies), collection Contre-plan: les plis H.A; éditions Atelier d'art LP Rougier -1992-
- Jean-Louis Cornille, Le volume de la voix (texte), collection Parvula, éditions Noêsis -1993-
- Jean Durosier Desrivières, Vis-àvis de mes envers (poésies), éditions Le Teneur -2013-
- François Lescun, Miroir en éclats (récits), éditions Caractères -2014- [9].
- Jean-Noël Cuénod, Entrailles Célestes (poésies), éditions Édilivre -2015-
- Gérard Camoin, Les Ombres des andrones (poésie), éditions Edilivre -2016-

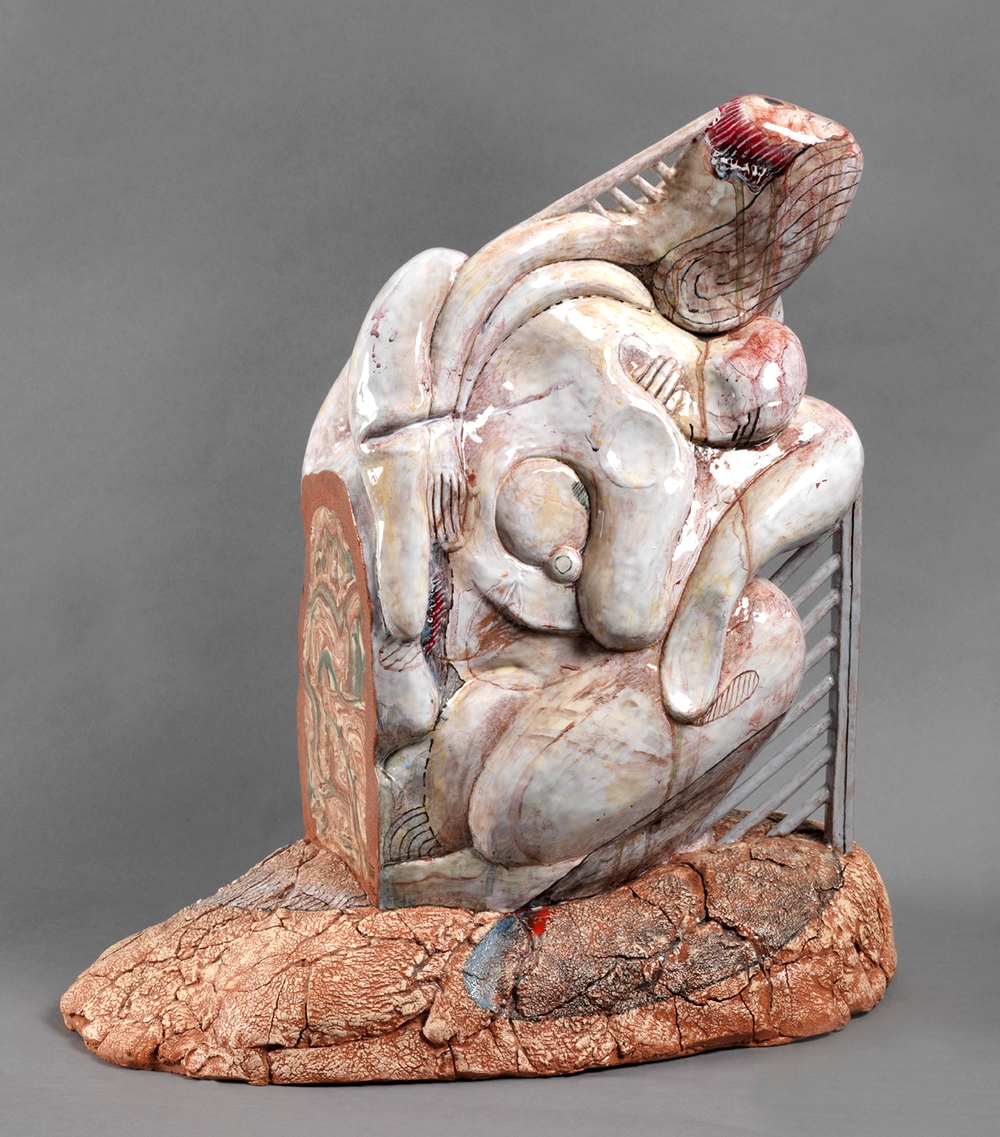
Faïence émaillée "Grande étreinte II" 2012

## Revue de presse
- The Ann Arbor News, 4 décembre 1988, article de John Carlos Cantu sur l'exposition de Bernard Thomas-Roudeix à la galerie Le Minotaure à Ann Arbor (Michigan, États-Unis).
- Idéart, no 58 pages 7 et 8, "les Portraits de Bernard Thomas-Roudeix" par Jeanine Rivais.
- Création Franche (revue), no 17 juin 1999 pages 24–27, Bernard Thomas-Roudeix "Que peut faire l'homme de sa nuit" par Jacques Karamanoukian.

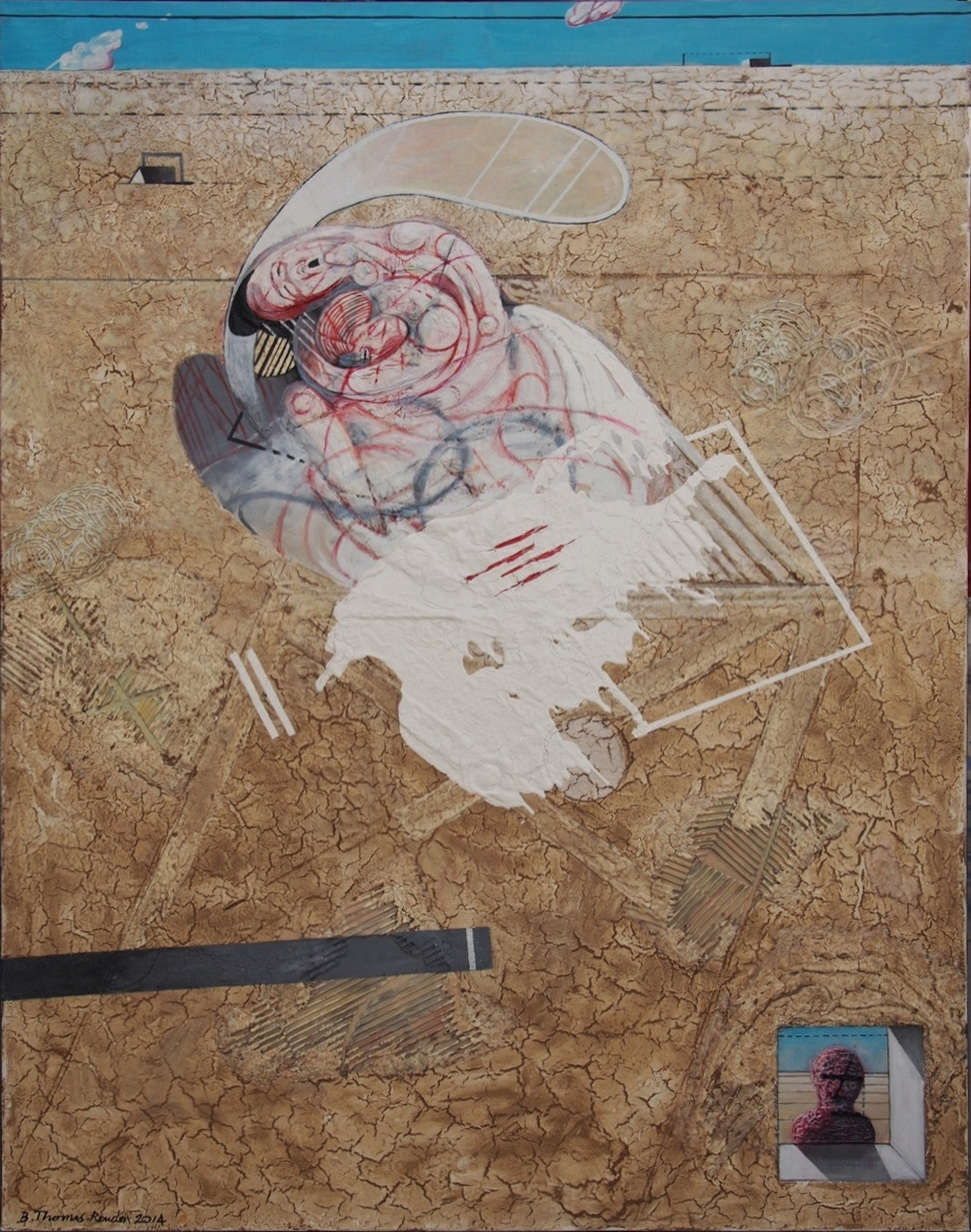
Technique mixte "Viol dans un champ dévasté" 2014

- Céramique et Verre, no 123 mars-avril 2002 pages 52 et 53, "Bernard Thomas-Roudeix, Différents visages du détournement" par Nicole Crestou.
- Artension, no 4 mars-avril 2002 page 37, Bernard Thomas-Roudeix "Une pluralité de strates d'univers" par Tina Koor.
- Le Journal d'Elbeuf, no 92 16-19 novembre 2007, 59e salon d'automne: Invité d'honneur "Bernard Thomas-Roudeix, sculpteur" par Luis Porquet.
- Le Sévrien, no 139 février 2011, Bernard Thomas-Roudeix "Portrait d'une déchirure" par CV.